# 克洛斯群島
克洛斯群島（英語：Close Islands），是南極洲的群島，位於喬治五世地，由3座島嶼組成，由澳大拉西亞探險隊發現，該群島現時由南極條約體系管理。